# La congiura del faraone
La congiura del faraone (La conjura del faraòn) è un romanzo scritto da Antonio Cabanas. È uscito in Spagna nel 2008, ed è stato pubblicato in Italia l'anno successivo. Il libro è ispirato a una vicenda storica realmente accaduta, ossia la congiura dell'harem, un colpo di stato ordito contro il Faraone Ramses III.

## Trama
Siamo nell'Antico Egitto di Ramses III. Il protagonista della storia è Nefermaat, l'eletto di Sekhmet, figlio di un maggiordomo reale e giovane medico del Faraone, caratterizzato dall'intelligenza curiosa e brillante. Sarà, purtroppo, la sua stessa curiosità lo porterà a numerosi intrighi di corte. Il giovane, infatti, sembra destinato a divenire cultore dell'antica arte medica egizia, iniziato da Anòn, eccentrico saggio babibonese. Ma proprio mentre si appresta a divenire medico del Faraone, vi trova alla corte Nubkhesed, una principessa che fu compagna di giochi d'infanzia di Nefermaat. Quest'ultimo, incapace di resistere al suo fascino e alieno alle infide trame delle lotte per il potere, antepone il suo cuore ai codici di rango, intrecciando una relazione clandestina su cui incombono i più infausti presagi, finché, prima che possa rendersene conto, non viene invischiato nella "congiura dell'harem". Nefermaat verrà così trovato coinvolto nel complotto, condannato ai lavori forzati e costretto all'esilio, ma rischierà volentieri la sua vita per smascherare l'inganno e riabilitare il suo nome...

## Personaggi
- Nefermaat: protagonista del romanzo. Figlio di un maggiordomo reale, ha passato un'infanzia travagliata negli ambienti di corte, e aspira a diventare un grande medico.
- Anòn: eccentrico saggio babilonese, istruirà Nefermaat a diventare medico di corte.
- Ramses III: Faraone dell'Egitto.
- Nubkhesed: principessa egizia che fu compagna di giochi d'infanzia di Nefermaat. Una volta adulti, questi si innamorerà perdutamente di lei, trascurando, sfortunatamente, i suoi doveri.

## Edizioni
- Antonio Cabanas, La congiura del faraone, collana I Trofei, traduzione di Francesco Francis, Marco Tropea Editore, 15 gennaio 2009,  p. 503, ISBN 978-8855800327.